# 直言真相
《直言真相》（英語：Truth Be Told）是一部美國律政劇情類型的網路影集，改編自凱薩琳·巴伯創作的小說《你睡著了嗎》（Are You Sleeping），由妮契爾·特蘭博·斯貝爾曼開創並編劇，她與瑞絲·薇斯朋、勞倫·紐斯塔特（Lauren Neustadter）、彼得·切宁、詹諾·托平、克里斯汀·坎普（Kristen Campo）以及主演奧克塔維亞·斯賓塞共同擔當執行製作。影集於2019年12月6日在蘋果公司的線上串流媒體平台Apple TV+首播。2020年3月，蘋果預訂影集第二季，於2021年8月20日首播。

## 概要
記者帕比·帕奈爾在自己的播客節目中重提十年前的一件謀殺案，打亂了案件受害者的女兒潔西·比爾曼多年來隱姓埋名的平靜生活。

## 演員與角色

### 主要角色
- 奧克塔維亞·斯賓塞 飾演 帕比·帕奈爾（Poppy Parnell）：調查記者，運營一個專業報道真實犯罪事件的熱門播客。

- 麗茲·凱普蘭 飾演 潔西／蘭妮·比爾曼（Josie / Lanie Burhman）：雙胞胎姐妹，她們的父親據稱被沃倫·凱夫謀殺。

- 亞倫·保羅 飾演 沃倫·凱夫（Warren Cave）：亨特·杜漢（Hunter Doohan） 飾演 少年沃倫·凱夫

被定罪的兇手，播客節目的主人公。
- 伊麗莎白·帕金斯 飾演 梅蘭妮·凱夫（Melanie Cave）：沃倫的母親。

- 麥可·畢取（英语：Michael Beach） 飾演 英格拉姆·羅德斯（Ingram Rhoades）：帕比的丈夫。

- 莫基·菲佛（英语：Mekhi Phifer） 飾演 馬庫斯·諾克斯（Markus Knox）：離職的警探，帕比的好友。

- 翠茜·索姆斯（英语：Tracie Thoms） 飾演 德西莉斯·斯科維爾（Desiree Scoville）：帕比的姐姐。

- 漢法·伍德（Haneefah Wood） 飾演 賽迪·斯科維爾（Cydie Scoville）：帕比的妹妹。

- 羅恩·西法斯·瓊斯（英语：Ron Cephas Jones） 飾演 「史萊夫」利安德·斯科維爾（Leander "Shreve" Scoville）：帕比的父親。

### 常設角色
- 塔米·羅曼（英语：Tami Roman） 飾演 莉莉安·斯科維爾（Lillian Scoville）：帕比的繼母。

- 尼古拉斯·畢曉普

- 安娜貝拉·西奧拉（英语：Annabella Sciorra）

- 莫莉·哈根（英语：Molly Hagan）

- 比利·米勒

- 布雷特·庫倫

- 凱瑟琳·拉娜莎（英语：Katherine LaNasa）

## 集數
| 季數 | 集数 | 集数 | 上線日期      | 上線日期      |
| 季數 | 集数 | 集数 | 首映          | 季终          |
| ---- | ---- | ---- | ------------- | ------------- |
| 1    | 8    | 8    | 2019年12月6日 | 2020年1月10日 |
| 2    | 待定 | 待定 | 2021年8月20日 | 待定          |

### 第一季（2019–2020年）
| 總集數 | 集數 | 標題 | 譯名                   | 導演                | 編劇                         | 上線日期       |
| ------ | ---- | ---- | ---------------------- | ------------------- | ---------------------------- | -------------- |
| 1      | 1    |      | 怪物                   | 米克爾·諾加德       | 妮契爾·特蘭博·斯貝爾曼       | 2019年12月6日  |
| 2      | 2    |      | 街坊間的黑人           | 羅斯瑪麗·羅德里格斯 | 妮契爾·特蘭博·斯貝爾曼       | 2019年12月6日  |
| 3      | 3    |      | 眼見不一定為憑         | 莎拉·皮亞·安德森    | 奇特拉·伊麗莎白·桑帕斯       | 2019年12月6日  |
| 4      | 4    |      | 吃得苦中苦，方為人上人 | 米克爾·諾加德       | 達維塔·史嘉蕾                | 2019年12月13日 |
| 5      | 5    |      | 愛到至死方休           | 塔克·蓋茲           | 馬特·強森                    | 2019年12月20日 |
| 6      | 6    |      | 無法埋藏的過往         | 莎拉·皮亞·安德森    | 麥可·卡斯特林                | 2019年12月27日 |
| 7      | 7    |      | 堅持到底               | 洛尼·佩里斯特雷     | 達拉·蘭蘇＆亞歷山德拉·薩勒諾 | 2020年1月3日   |
| 8      | 8    |      | 失去的一切             | 米克爾·諾加德       | 雷納德·迪克                  | 2020年1月10日  |

### 第二季（2021年）
| 總集數 | 集數 | 標題   | 譯名   | 導演 | 編劇 | 上線日期      |
| ------ | ---- | ------ | ------ | ---- | ---- | ------------- |
| 9      | 1    | 待公佈 | 待公佈 | 待定 | 待定 | 2021年8月20日 |

## 製作

### 開發
2018年1月3日，蘋果公司宣佈預定凱薩琳·巴伯的小說《你睡著了嗎》（Are You Sleeping）改編的影集。該劇由妮契爾·特蘭博·斯貝爾曼開創並編劇，她與瑞絲·薇斯朋、勞倫·紐斯塔特（Lauren Neustadter）、彼得·切爾尼、詹諾·托平、克里斯汀·坎普（Kristen Campo）以及主演奧克塔維亞·斯賓塞共同擔當執行製作。2018年5月2日，蘋果公司宣佈直接預定《直言真相》整季，共10集。6月13日，報道稱安娜·福斯特將執導第一集。
2020年3月5日，蘋果預訂影集第二季。

### 選角
隨著影集確定製作，奧克塔維亞·斯賓塞確認將領銜出演。2018年1月，麗茲·凱普蘭、亞倫·保羅、伊麗莎白·帕金斯、麥可·畢取、莫基·菲佛、翠茜·索姆斯、漢法·伍德（Haneefah Wood）和羅恩·西法斯·瓊斯加入劇組，出演主要角色，麗茲·凱普蘭、亞倫·保羅和伊麗莎白·帕金斯均與製作方簽訂一年協議。7月，塔米·羅曼、穆恩·布拉得古德、尼古拉斯·畢曉普、安娜貝拉·西奧拉、莫莉·哈根、比利·米勒、布雷特·庫倫和亨特·杜漢（Hunter Doohan）加入劇組。8月，林登·史密斯確定出演常設角色。穆恩·布拉得古德在拍攝四集之後退出劇組，她所飾演的角色重新選角，並重拍相關鏡頭。10月8日，凱瑟琳·拉娜莎確定將接替穆恩·布拉得古德出演影集。

### 拍攝
2018年6月25日，影集的主體拍攝於加利福尼亞州洛杉磯開機，於同年12月12日殺青。

## 音樂
約翰·帕薩諾為影集作曲，第一季的音樂原聲帶數字版於2019年12月6日在iTunes上發行。
| 曲序     | 曲目     | 时长  |
| -------- | -------- | ----- |
| 1.       |          | 1:17  |
| 2.       |          | 1:52  |
| 3.       |          | 1:55  |
| 4.       |          | 2:35  |
| 5.       |          | 1:59  |
| 6.       |          | 1:47  |
| 7.       |          | 1:39  |
| 8.       |          | 2:17  |
| 9.       |          | 3:06  |
| 10.      |          | 1:33  |
| 11.      |          | 1:20  |
| 12.      |          | 1:41  |
| 13.      |          | 2:41  |
| 14.      |          | 1:32  |
| 15.      |          | 1:44  |
| 16.      |          | 3:32  |
| 17.      |          | 2:33  |
| 18.      |          | 1:24  |
| 19.      |          | 5:10  |
| 20.      |          | 3:51  |
| 21.      |          | 1:46  |
| 22.      |          | 2:21  |
| 23.      |          | 3:22  |
| 24.      |          | 3:00  |
| 25.      |          | 3:03  |
| 26.      |          | 1:55  |
| 27.      |          | 1:47  |
| 总时长： | 总时长： | 62:42 |

## 宣傳與發行
2019年10月10日，蘋果發佈正式預告片，公佈影集將於2019年12月6日首播。第二季於2021年8月20日首播。

## 資料來源
1. ↑  Andreeva, Nellie. . Deadline Hollywood. 2018-01-03  [2018-01-05]. （原始内容存档于2018-01-04） （美国英语）.
2. 1 2 3  . Apple TV+ (新闻稿). 2021-06-16  [2021-06-16]. （原始内容存档于2021-09-14） （美国英语）.
3. ↑  Turchiano, Danielle. . Variety. 2018-01-03  [2018-01-05]. （原始内容存档于2018-01-05） （美国英语）.
4. ↑  Andreeva, Nellie. . Deadline Hollywood. 2018-05-02  [2018-05-02]. （原始内容存档于2018-05-03） （美国英语）.
5. 1 2  Andreeva, Nellie. . Deadline Hollywood. 2018-06-13  [2018-06-13]. （原始内容存档于2018-06-13） （美国英语）.
6. ↑  . Apple TV+ (新闻稿). 2020-03-05  [2021-06-16]. （原始内容存档于2020-10-27） （美国英语）.
7. ↑  Long, Stephanie. . Digital Trends. 2018-01-03  [2018-01-05]. （原始内容存档于2018-01-04） （美国英语）.
8. ↑  Munzenrieder, Kyle. . W Magazine. 2018-01-03  [2018-01-05]. （原始内容存档于2018-01-04） （美国英语）.
9. ↑  Andreeva, Nellie. . Deadline Hollywood. 2018-06-07  [2018-06-07]. （原始内容存档于2018-06-12） （美国英语）.
10. ↑  Andreeva, Nellie. . Deadline Hollywood. 2018-06-13  [2018-06-13]. （原始内容存档于2018-06-13） （美国英语）.
11. ↑  Andreeva, Nellie. . Deadline Hollywood. 2018-07-13  [2018-07-13]. （原始内容存档于2018-07-14） （美国英语）.
12. ↑  Andreeva, Nellie. . Deadline Hollywood. 2018-07-19  [2018-07-19]. （原始内容存档于2018-07-19） （美国英语）.
13. ↑  Petski, Denise. . Deadline Hollywood. 2018-08-21  [2018-08-21]. （原始内容存档于2019-07-08） （美国英语）. Are You Sleeping, created and written by Nichelle Tramble Spellman based on the true-crime novel by Kathleen Barber, provides a unique glimpse into America’s obsession with true-crime podcasts and challenges its viewers to consider the consequences when the pursuit of justice is placed on a public stage.
14. ↑  Andreeva, Nellie. . Deadline Hollywood. 2018-08-23  [2018-08-23]. （原始内容存档于2018-08-23） （美国英语）.
15. ↑  Andreeva, Nellie. . Deadline Hollywood. 2018-10-08  [2018-10-08]. （原始内容存档于2019-05-26） （美国英语）.
16. ↑  . On Location Vacations. 2018-06-25  [2018-06-28]. （原始内容存档于2018-06-28） （美国英语）.
17. ↑  Spencer, Octavia. . Instagram. 2018-12-12  [2018-12-13]. （原始内容存档于2018-12-13） （美国英语）.
18. ↑  .   [2020-08-27]. （原始内容存档于2021-04-21） （美国英语）.
19. ↑  . The Futon Critic. 2019-10-10  [2019-10-12]. （原始内容存档于2020-11-16） （美国英语）.

## 外部連結
- 互联网电影数据库（IMDb）上《直言真相》的资料（英文）

Template:Navbox